# Maria Anna Josepha av Österrike
Maria Anna Josepha av Österrike, född 1654, död 1689, en österrikisk ärkehertiginna, dotter till kejsar Ferdinand III och Eleonora Magdalena av Mantua. 
Hon gifte sig 1678 med kurfurst Johan Vilhelm av Pfalz. På grund av sin sons äktenskap med kejsarens dotter abdikerade hennes svärfar för att låta sin son tillträda hertigdömena Jülich och Berg i förtid år 1679. Paret bosatte sig i Düsseldorf, där de förde ett påkostat hovliv. Hon avled i barnsäng.